# Метрика Лоренца
Ме́трика Ло́ренца — псевдоевклидова метрика пространства Минковского, естественно возникающая в специальной теории относительности, и в качестве тривиального частного случая — в общей теории относительности.
Плоское пространство Минковского с координатами {\displaystyle (x^{0},x^{1},x^{2},x^{3})=(ct,x,y,z)\ }, используемое в специальной теории относительности, имеет метрический тензор
{\displaystyle g={\begin{bmatrix}1&0&0&0\\0&-1&0&0\\0&0&-1&0\\0&0&0&-1\end{bmatrix}}\ }
Под {\displaystyle x^{1},x^{2},x^{3}} здесь подразумеваются обыкновенные прямоугольные равномасштабные декартовы координаты, а под {\displaystyle t} — время, измеренное в данной системе отсчёта, {\displaystyle c} — скорость света.
Посредством этого тензора определяется интервал
{\displaystyle ds={\sqrt {g_{ij}dx^{i}dx^{j}}}={\sqrt {c^{2}(dt)^{2}-(dx)^{2}-(dy)^{2}-(dz)^{2}}},}
инвариантный относительно преобразований Лоренца аналог и обобщение 3-мерного расстояния в физическом пространстве на 4-мерное пространство-время (в последней формуле двойка означает не индекс, а степень).
Для кривой, все точки которой относятся к одному и тому же моменту времени, формула длины кривой сводится к обычной трёхмерной форме. Для времениподобной кривой, формула длины дает собственное время вдоль кривой.
Метрика Минковского является псевдоевклидовой метрикой: как мы видим, она не положительно определённая, при этом постоянна (представлена не зависящей от координат матрицей в обычных декартовых координатах) и описывает, таким образом, плоское псевдоевклидово пространство.
Все законы физики (если оставить в стороне гравитацию) записываются одинаково во всех инерциальных системах отсчёта, при этом описанная только что метрика Лоренца инвариантна для всех этих систем отсчёта, если использовать естественные физические процедуры измерения. Пересчёт физических величин (в том числе расстояний и углов) между разными системами отсчёта осуществляется преобразованиями Лоренца, сохраняющими инвариантность этой метрики.
Важной особенностью метрики Минковского является наличие светового конуса, состоящего из 
векторов нулевой длины и ограничивающий области будущего и прошлого относительно заданного события.

## Замечания
- Для метрики Минковского (лоренцевой метрики), описанной здесь, очень часто применяется специальное обозначение {\displaystyle \eta _{ij}\ }.
- Иногда метрика Минковского берется с противоположным знаком, то есть {\displaystyle (-1,+1,+1,+1)}. Более того, исторически такая сигнатура появилась первой у Минковского, который ввел её посредством умножения {\displaystyle x^{0}} на мнимую единицу,[источник не указан 4903 дня] то есть {\displaystyle x^{0}=\imath ct} (тогда метрика формально имела обычный евклидов вид, то есть скалярное произведение вычислялось просто суммированием произведений компонент, но реально была с точностью до знака той же, что и описана в начале этого параграфа).